# Ruine Uznaberg
Die Ruine Uznaberg ist die Ruine einer Höhenburg auf dem felsigen Uznaberg (Alternativschreibweise: Utznaberg) auf einer Höhe von 491 m ü. M., nordwestlich von Uznach im Kanton St. Gallen. Die Ruine liegt direkt an der Strasse nach Neuhaus ca. 60 Meter oberhalb des Dorfes. Von der einstigen Anlage sind nur noch wenige Mauerreste erhalten.

## Uznach – Jungsteinzeit bis 13. Jahrhundert
Besiedlungsfunde am Zürichsee sind bis in die Jungsteinzeit (ca. 3500 v. Chr.) nachweisbar. In der Nähe von Uznach, bei Benken-Kastlet sind Funde einer bronzezeitlichen Siedlung belegt, zwischen Schmerikon und Eschenbach wurden sorgfältig angelegte Grabhügel aus ungefähr der gleichen Zeitepoche entdeckt.
Um die Zeitenwende gehörte das Gebiet der Linthebene zur römischen Provinz Rätia und war von Kelten bewohnt. Die römischen Siedler trugen zur wahrscheinlich dichten Besiedlung der Region bei, und so wurden verschiedene Bauten und Fundplätze zwischen Kempraten (Rapperswil) und Uznach sichergestellt, u. a. Mauern römischer Wachttürme, die auf eine frühe Befestigung des Gebiets um Uznach schliessen lassen. In Uznach wurden zwar römische Münzen aus der Kaiserzeit gefunden, konkrete Siedlungsspuren wurden trotz der hier vorbeiführenden Römerstrasse – Bünder Pässe, Chur, Zürich – bislang keine festgestellt.
Alte mündliche Überlieferungen berichteten von einem römischen Wachtturm auf dem heutigen Burgplatz am oberen Ende des Städtchens, bislang erfolgte aber keine systematische Grabung.
Um 650 müsste eine frühe (alamannische) Bauernsiedlung noch am Ufer des damaligen Tuggenersees gelegen sein. Im Verlauf der Jahrhunderte verlandeten die Ufer, Wiesen und Ackerland wurden gewonnen und das Sumpfgebiet als Streuland genutzt. Bis zur Abholzung der Glarner Wälder blieb die Linthebene von grossen Überschwemmungen weitgehend verschont. Bereits am 19. November 741 soll Uznach (Uzinaa) erstmals namentlich erwähnt sein, in einer Schenkungsurkunde von Frau Beata an das Kloster Benken der Abtei St. Gallen. In späteren Urkunden wird der Name Uznach unterschiedlich geschrieben, so Uzinaha und Uzzinriuda. Eine Urkunde aus dem Jahre 856 erwähnt eine Galluskirche an der Stelle der heutigen Kreuzkirche. Dem Kloster St. Gallen folgten die Grafen vom Toggenburg als Besitzer von Uznach.
Diethelm VI. soll zwischen 1180 und 1195 Guta von Rapperswil geheiratet und die Grafschaft Uznach erhalten haben. Die Rapperswiler hatten um 1200 ihren Stammsitz nach Neu-Rapperswil, ins heutige Schloss Rapperswil verlegt, und durch Heirat sicherten sich die Toggenburger ab 1195 das Gebiet um Uznach und die Grafen von Rapperswil als Bündnispartner. Wie diese waren die Toggenburger Kastvögte, wodurch sie einen Teil ihres Landbesitzes erweitert haben dürften.

## Zweck und vermutliche Zerstörung der mittelalterlichen Burganlage
Die Freiherren von Toggenburg erbauten das Städtchen Uznach um 1200 (oder 1209 mit Erlangung des Grafentitels), zur Absicherung ihrer Besitzungen im Linthgebiet, und wohl auch gegenüber den gleichfalls expandierenden Grafen von Rapperswil. Das Städtchen Uznach ist ab 1228 in einer Urkunde, in der Bürger von Uznach als Zeugen genannt werden, belegt und dürfte an der Stelle der bereits bestehenden Siedlung ausgebaut worden sein: Auf dem Uznaberg, eigentlich auf einem kleinen Felssporn oberhalb der Stadt, wurde ein Wohnturm und an der Hauptgasse eine Kapelle erbaut, als Zentrum der neuen Grafschaft Uznach, die die Toggenburger bis zu ihrem Aussterben 1436 beherrschten.
Mit der strategisch geschickt platzierten Anlage behinderten die Grafen von Toggenburg zudem den Handelsverkehr der mit ihnen befehdeten Stadt Zürich (mit ebenfalls Expansionsgelüsten) über die Bündner Pässe. Sie standen in einem vermutlich andauernden Kleinkrieg (Fehde) mit anderen aufstrebenden Adelsfamilien und dem Kloster St. Gallen sowie Graf Rudolf von Habsburg, der sein Einflussgebiet beständig zu vergrössern versuchte.

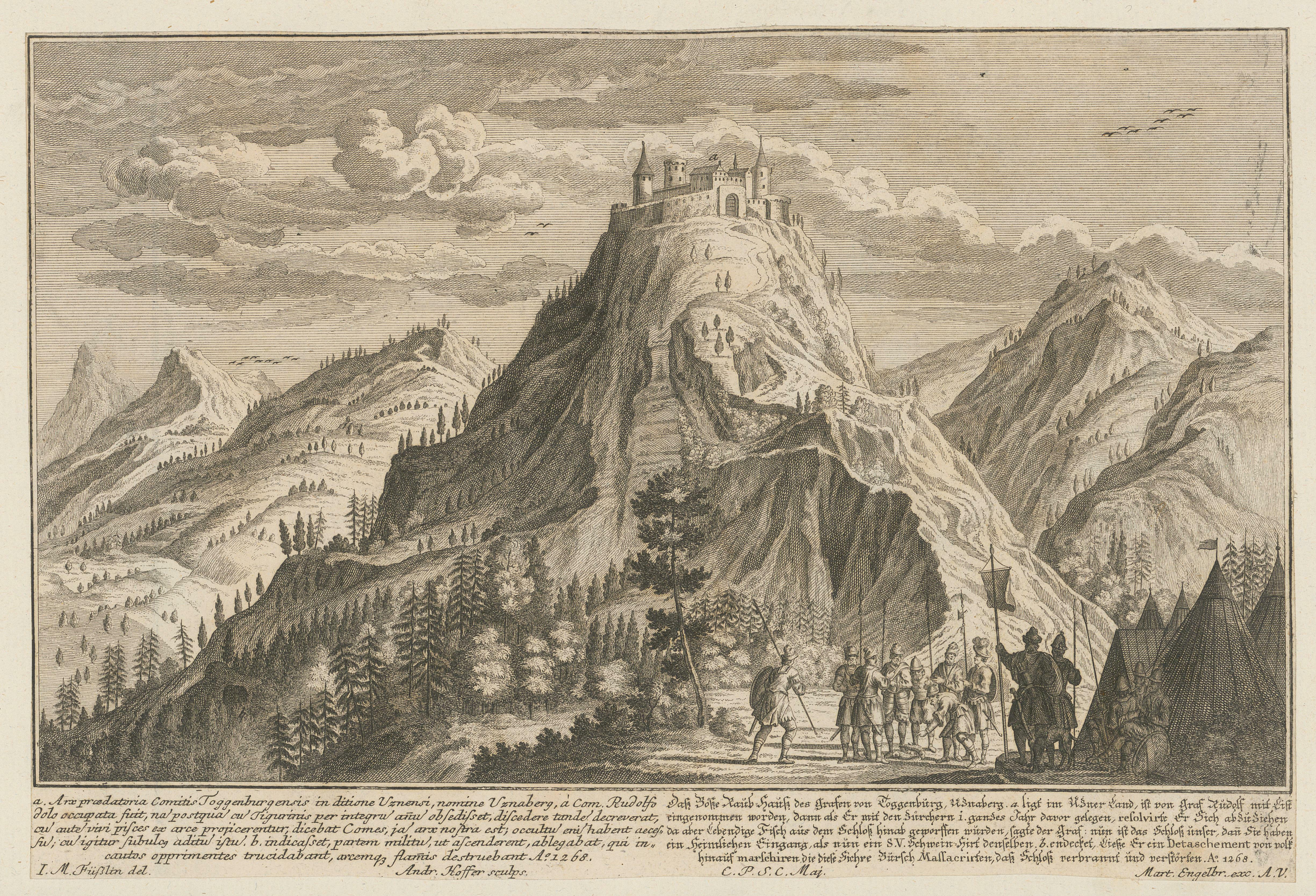
Belagerung der Burg Uznaberg durch Rudolf von Habsburg 1268. Radierung von Johann Melchior Füssli.

Im Verlauf der Regensberger Fehde (1267/68) waren die Grafen von Toggenburg vermutlich Verbündete der Freiherren von Regensberg, soweit die nicht zweifelsfrei belegten vagen Quellen schliessen lassen.
Burg Uznaberg soll im Frühjahr 1267 oder 1268 von Zürcher Truppen unter dem Kommando von Graf Rudolf von Habsburg belagert und zerstört worden sein:
«Schloß Uznaberg gehörte den Grafen von Toggenburg, die sich erlaubten, zürcherische Kaufleute aufzugreifen und auszuplündern. Die Zürcher machten sich unter ihrem Feldhauptmann Rudolf von Habsburg auf, um das Raubnest zu brechen. Eine vielmonatliche harte Belagerung führte nicht zum Ziel. Schon wollten die Belagerer abziehen; da warfen ihnen die Belagerten in übergrossem Mutwillen lebende Fische zu, um sie davon zu überzeugen, dass es nicht an Mundvorrat gebreche. Rudolf aber hielt es für ein Zeichen, daß die Burg einen geheimen Zugang besitze. Ein Schweinehirt verriet ihm denselben. So wurde Uznaberg genommen und zerstört.»

## Burganlage und aktueller Kenntnisstand
Erwähnt wird die Burg Uznaberg u. a. in der Regensberger Fehde, wenn auch ihre Zerstörung im Verlauf der Kriegshandlungen historisch nicht eindeutig verbrieft ist. Die vorhandenen Stiche wurden mehrheitlich erst Jahrhunderte nach ihrer vermutlichen Zerstörung erstellt: Sie glorifizieren die Einnahme der 'uneinnehmbaren' Festung Uznaberg durch die Zürcher Truppen und geben die topographischen Gegebenheiten deutlich überhöht wieder. Über das Aussehen und Umfang der Burganlage respektive einzelner Bau- und Siedlungsetappen liegen nur wenige gesicherte Erkenntnisse vor.
Als relativ gesichert gilt der Bau eines Palas um 1200 durch die Toggenburger, urkundlich erstmals erwähnt wurde die Burg Uznaberg 1234. Erhalten sind Reste der Ringmauer, eine erste archäologische Erforschung erfolgte 1939.
Die Burg soll nach ihrer – bislang archäologisch nicht zweifelsfrei gesicherten – Zerstörung im Frühjahr 1267 oder 1268 nicht wiederaufgebaut worden sein.

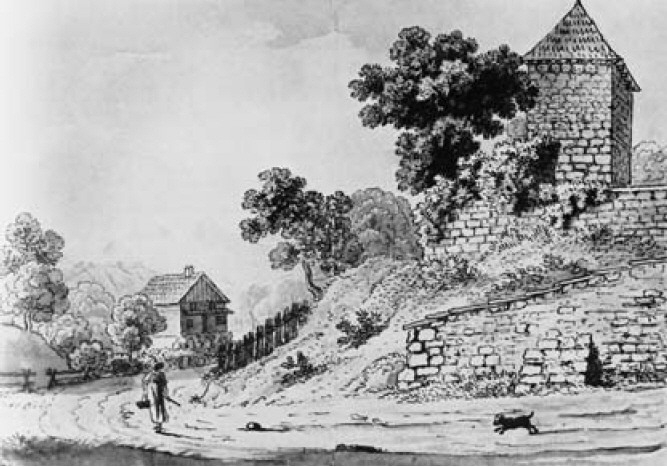
Partie beim Hexenturm, 1818, lavierte Federzeichnung von Karl Urban Keller (1772–1844). Die Zeichnung zeigt den Burghügel am oberen Ende des Städtchens von Norden.

Die Steine dienten dem Bau der Kreuzkirche in Uznach, der Pfarrkirche in Eschenbach, und die verbliebenen Reste für die um 1833 gebauten Pfeiler der Druckwasserleitungen zur Spinnerei Uznaberg. Mit dem Bau der Uznabergstrasse wurden die letzten Burgreste zerstört, die genaueren Aufschluss über die Anlage hätten geben können.
Im heimatkundlichen Museum Uznach der Bürgergemeinde Uznach sind einige Ausgrabungsstücke wie Hufeisen, Pfeilspitzen und Becherkacheln aus einem Ofen in der Burg ausgestellt, des Weiteren wurden einzelne Münzfunde gemacht.
Ob Teile der Burganlage respektive der erwähnte Wohnturm mit dem noch um 1818 weitgehend erhaltenen Hexenturm identisch sind, bedarf der Klärung. Auf einer Federzeichnung aus diesem Jahr ist das Mauerwerk aus grossen, lagenhaft angeordneten Quadersteinen zu erkennen, über Geschosseinteilung und andere bauliche Besonderheiten kann nichts gesagt werden. Beim endgültigen Abbruch im Jahre 1865 war noch eine Wendeltreppe und ein Kamin festzustellen.

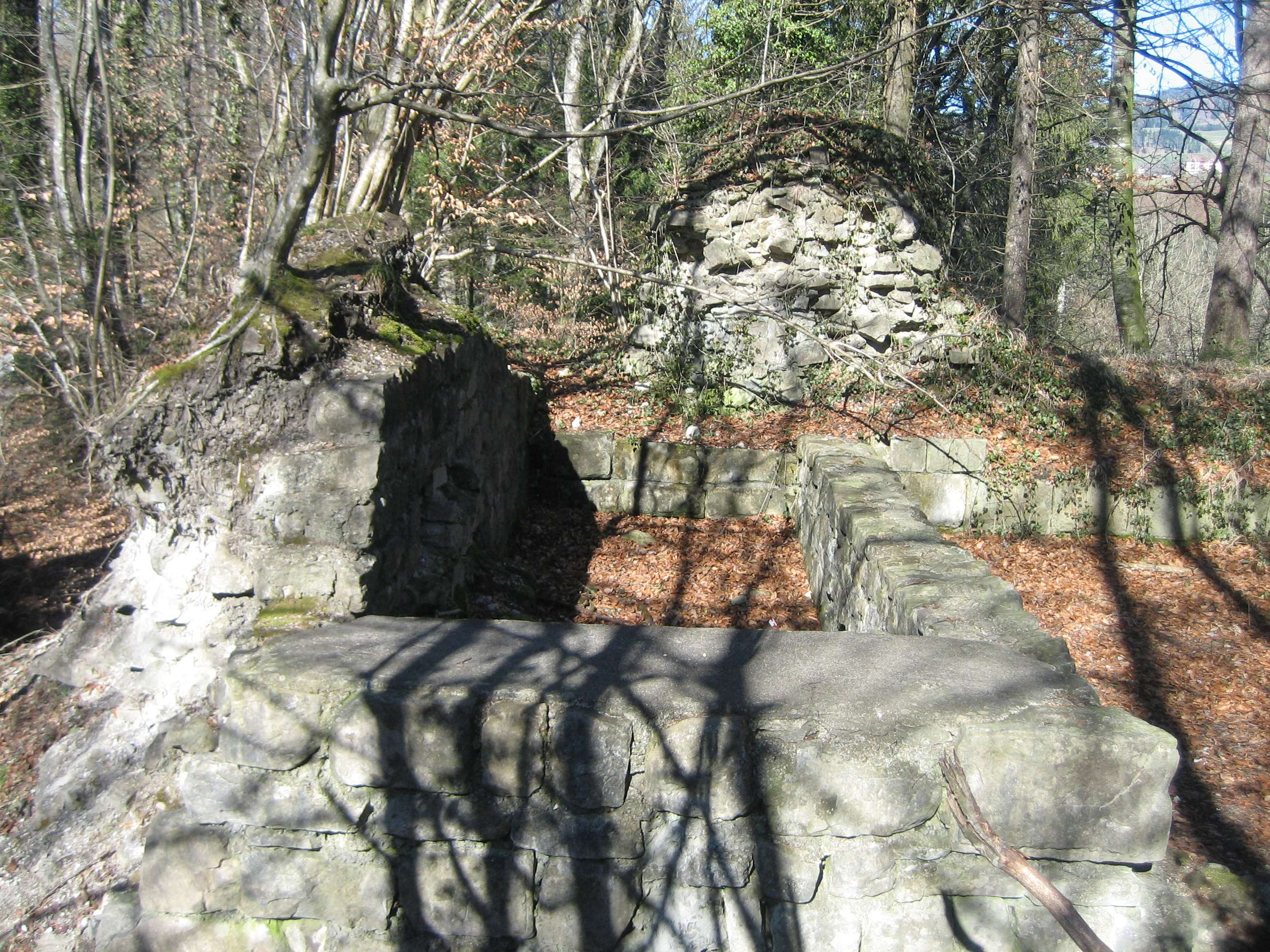
Ansicht nach Norden
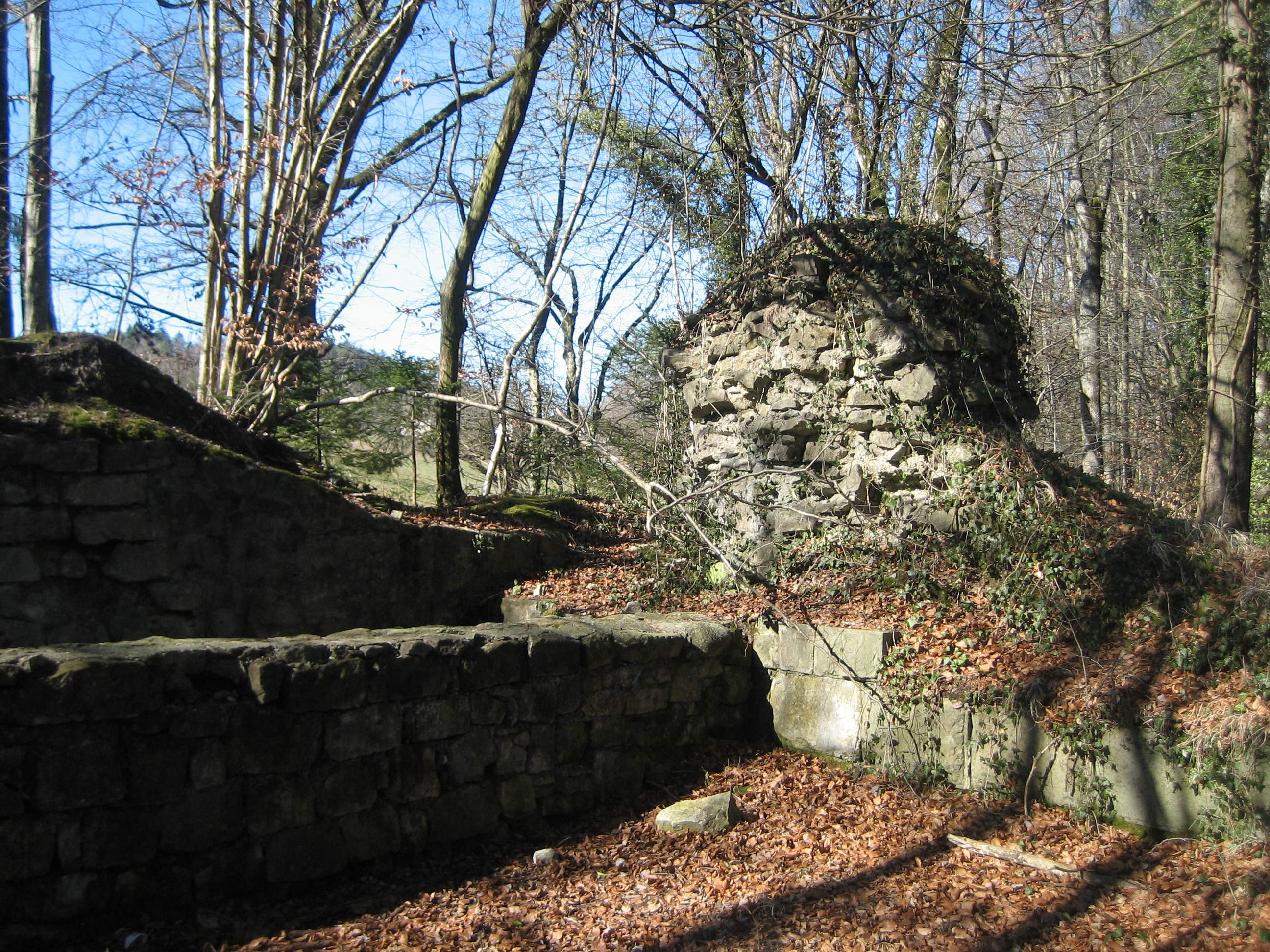
Nach Nordwesten
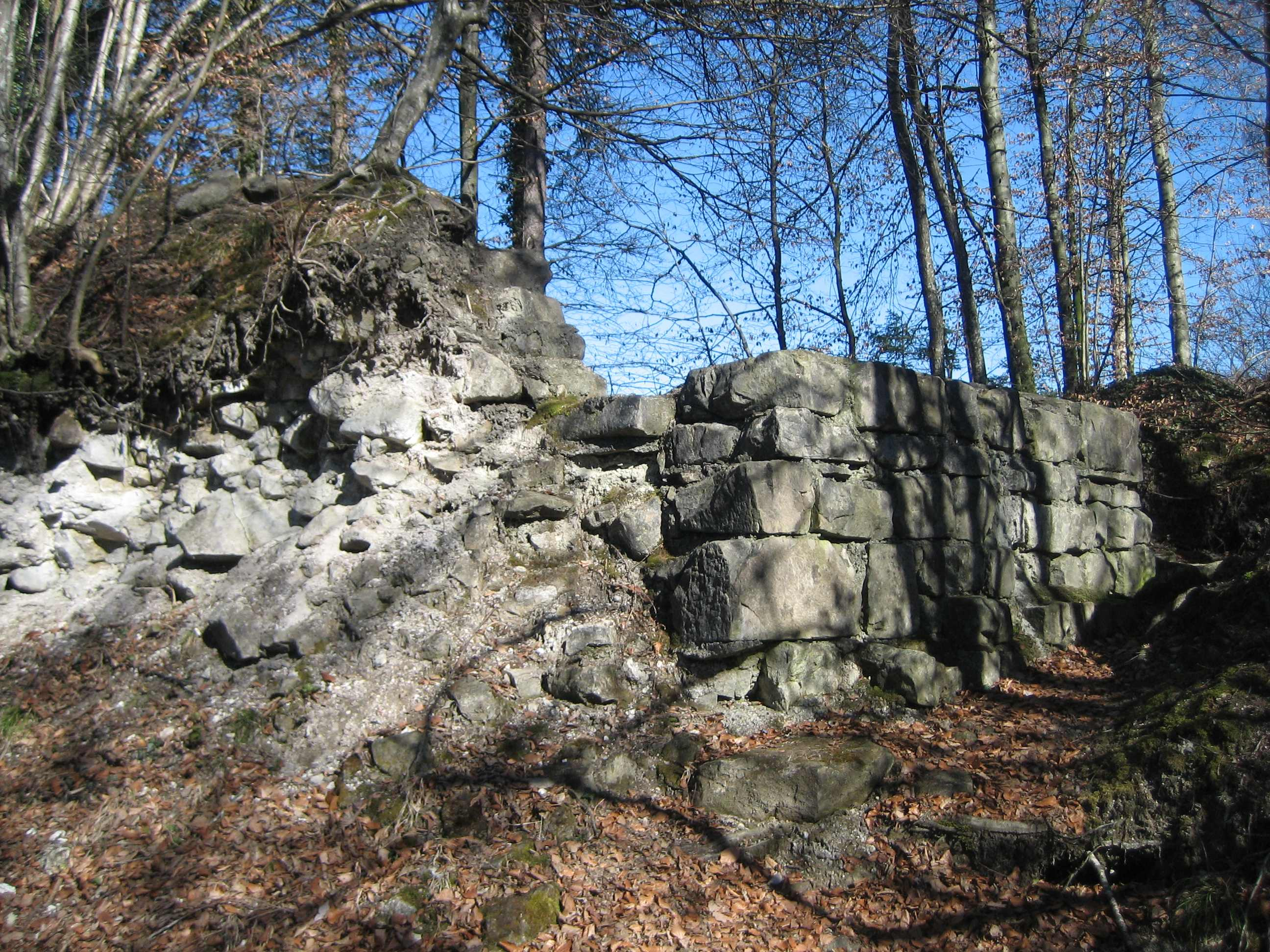
Südwestecke
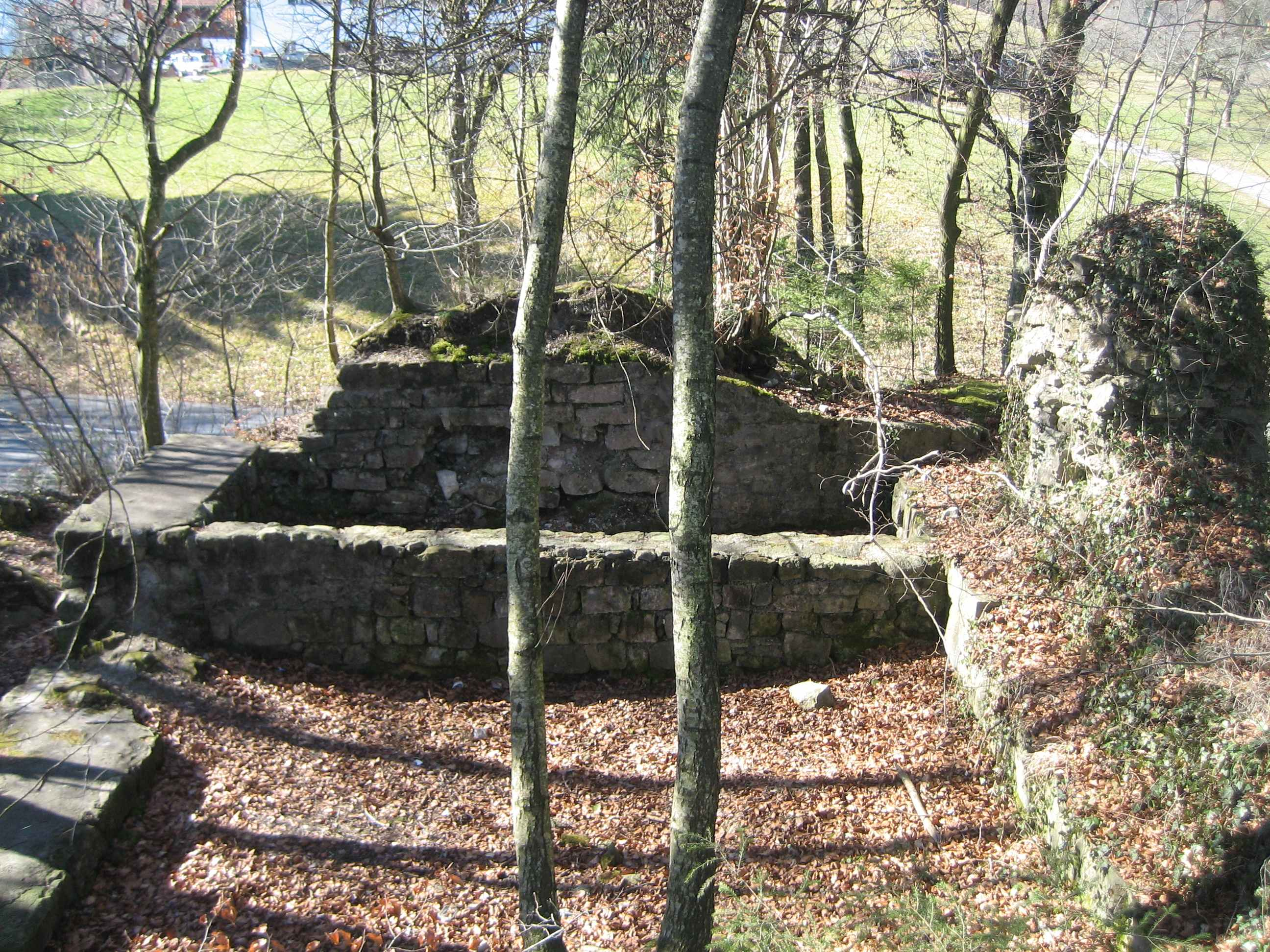
Blick nach Westen